# Angelo Maria Petroni
Angelo Maria Petroni (Montefalco, 26 luglio 1956) è un manager e saggista italiano.

## Biografia
Laureatosi a Pisa, ha conseguito un dottorato all'Università Cattolica di Lovanio, in Belgio.

### Incarichi istituzionali
Nel 2001 è stato nominato direttore della Scuola nazionale dell'amministrazione della Presidenza del Consiglio dei ministri. Petroni è stato ed è consigliere di amministrazione di numerosi enti ed istituzioni, tra cui l'Istituto dell'Enciclopedia Italiana, la Compagnia di San Paolo e Cinecittà Luce, sebbene la carica per la quale è più noto è quella di consigliere di amministrazione della RAI. Durante il Governo Prodi II Petroni fu rimosso dalla carica dal Ministero dell'Economia e delle Finanze, ma in seguito è stato reintegrato dal TAR del Lazio e dal Consiglio di Stato, che hanno giudicato illegittima la rimozione. 
Per il suo operato nelle funzioni di consigliere di amministrazione Rai, nel 2011 è stato condannato dalla Corte dei conti al risarcimento di undici milioni di euro, insieme ai consiglieri (Gennaro Malgieri, Giuliano Urbani, Giovanna Bianchi Clerici e Marco Staderini), e al ministro Domenico Siniscalco, per la vicenda della nomina di Alfredo Meocci a direttore generale della Rai.

### Incarichi presso università, enti scientifici e fondazioni
Petroni è professore ordinario all'Università di Roma "La Sapienza", dopo essere stato docente di Epistemologia delle scienze umane all'Università di Bologna. Inoltre è stato membro di diverse società scientifiche e fondazioni come Liberal, Ideazione, Fondazione Italia USA. Dal 2007 è anche segretario generale dell'Aspen Institute Italia. Fa parte della Mont Pelerin Society, uno dei maggiori centri studi del liberalismo economico a livello mondiale. È stato anche Presidente della Fondazione Premio Internazionale «Galileo Galilei» dei Rotary club italiani, che opera sotto gli auspici del Rotary International e dell'Università di Pisa.
È stato Presidente del comitato scientifico dell'Ente Nazionale del Microcredito; specificamente coordinatore scientifico dell'intervento progettuale “F.A.S.I. – Formazione, Auto-imprenditoria e Start-up per immigrati regolari” a valere sull’azione/sotto-azione 4.1.1.A. “Percorsi di inclusione sociale e lavorativa per gli immigrati regolari e richiedenti asilo e titolari di protezione internazionale”, nell’ambito dell’Asse 4 “Favorire l’inclusione sociale e la diffusione della legalità, del PON Legalità 2014-2020.
Petroni ha collaborato con numerosi quotidiani, tra cui Il Sole 24 Ore, Il Giornale e The Wall Street Journal. Nel 1994 ha partecipato alla nascita del partito politico Forza Italia, scrivendo con Giuliano Urbani il manifesto dei "Circoli del Buon governo".

## Pubblicazioni

### Saggi
- Karl R. Popper: il pensiero politico (1981)
- I modelli, l'invenzione e la conferma (1990)
- Il federalismo possibile. Un progetto liberale per l'Europa (2000)
- Modelli giuridici e modelli economici dell'Unione Europea (2001)

### Curatele
- Giustizia come libertà? Saggi su Nozick (1984)
- Etica cattolica e società di mercato (1997)